# Tamotsu Komatsuzaki
Tamotsu Komatsuzaki (født 10. juli 1970) er en tidligere japansk fodboldspiller.
Han har spillet for flere forskellige klubber i sin karriere, herunder Kawasaki Frontale, Consadole Sapporo og Yokohama FC.